# Chame (Nepal)

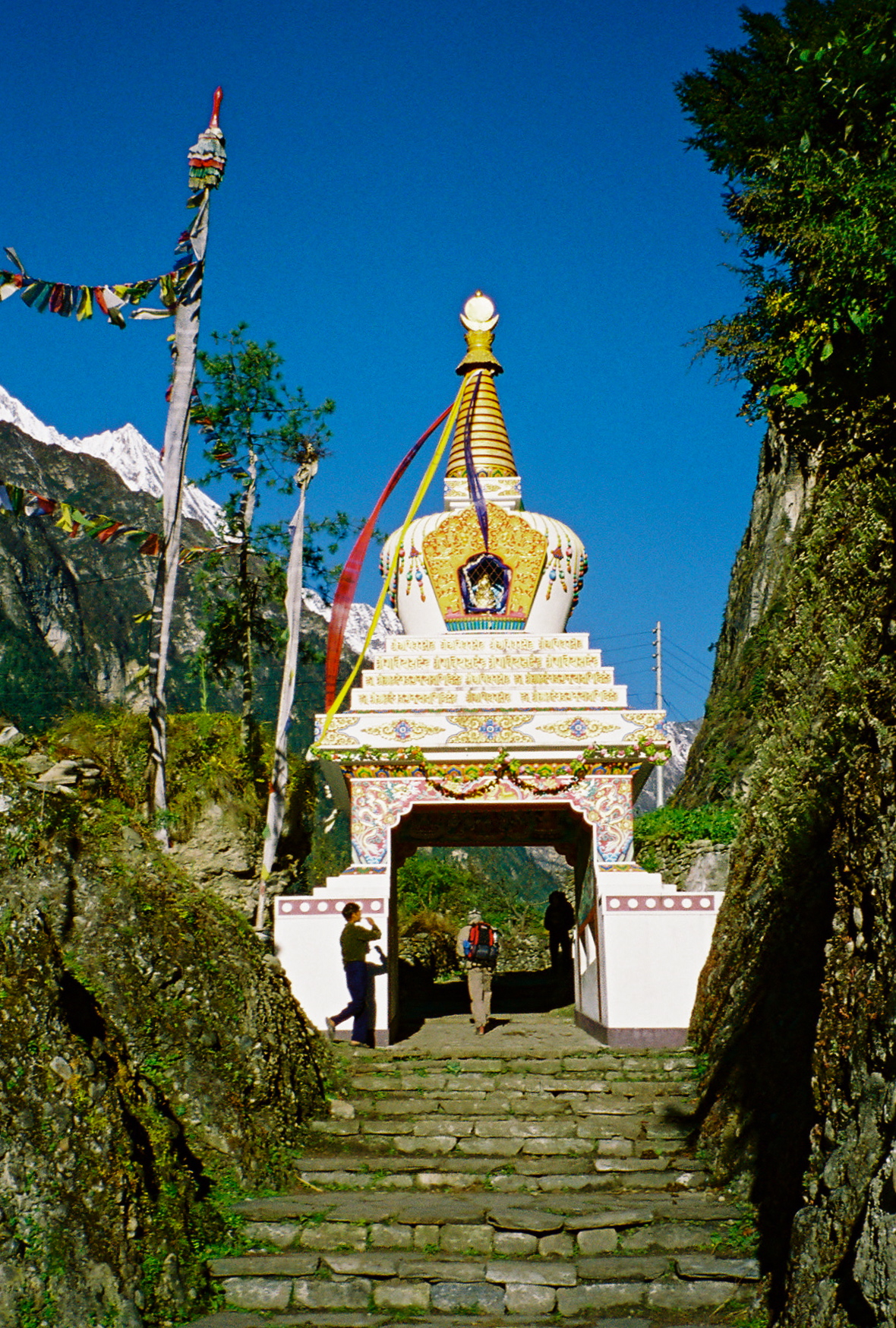
Chame in het district Manang

Chame is een dorpscommissie (Engels: village development committee, afgekort VDC; Nepalees: panchayat) in het noorden van Nepal, en tevens de hoofdplaats van het district Manang. De plaats telde bij de volkstelling in 2001 1204 inwoners, in 2011 nog 1129 inwoners, verspreid over 279 huishoudens.